# 索氏南鰍
索氏南鰍（學名：Schistura sokolovi）為輻鰭魚綱鯉形目條鰍科南鰍屬的其中一種。分布於亞洲越南Srepok、Sesan及Ba河流域，體長可達9.5公分，棲息在河川底層水域，生活習性不明。

## 扩展阅读
維基物種上的相關：索氏南鰍